# Beneš-dekrétumok
A Beneš-dekrétumok tágabb értelemben a második világháború utáni csehszlovák államiságot megalapozó, 143 elnöki rendelet. Gyakrabban csak azt a 13 jogszabályt nevezik így, amelyek a csehszlovák nemzetállam megteremtése érdekében az ország területén élő németek és magyarok kollektív bűnösségét rögzítették. Az e dekrétumok alapján a német és magyar kisebbséggel szemben alkalmazott bánásmód összeegyeztethetetlen volt az emberi jogokkal, ellentétes volt a nemzetközi jog általános elveivel, a diszkrimináció és a kényszermunka tilalmával, továbbá a tulajdon sérthetetlenségének elvével. A dekrétumokat az egykori Csehszlovákia mindkét utódállama, Csehország és Szlovákia is jogrendje részének tekinti. A dekrétumok összeegyeztethetetlenek az Európai Unió Alapjogi Chartájával, a szlovák parlament 2007-ben mégis megerősítette azok sérthetetlenségét.

## Beneš dekrétumai
Az 1945. április 5-én kiadott kassai kormányprogram megvalósulását a következő időszakban kiadott elnöki rendeletek és a Szlovák Nemzeti Tanács által kibocsátott törvények biztosították (ez utóbbiak nem egyszer megelőzték a prágai intézkedést). Edvard Beneš rendelkezései elsősorban a németeket sújtották, azonban a magyarokról sem feledkezett meg. 1945. május 14. és október 27. között 143 dekrétum született, melyek közül 13 közvetlenül, körülbelül 20 közvetve érintette a két kollektívan bűnösnek tekintett etnikumot.
Ezek közül valószínűleg Beneš 1945. augusztus 2-án kiadott 33. elnöki dekrétuma járt a szlovákiai magyarság számára a legsúlyosabb következményekkel. A rendelet – híven a kassai programban megfogalmazottakhoz – automatikusan megfosztotta őket állampolgárságuktól, ami a nyugdíj és más állami járadékok megvonását, az állami alkalmazásból való elbocsátást is maga után vonta. A magyar nemzetiségű magánalkalmazottak elbocsátását egy júniusban kiadott rendelet írta elő. Betiltották a magyar nyelv használatát a közéletben, kizárták a magyar hallgatókat az egyetemekről, feloszlatták a magyar kulturális egyesületeket, befagyasztották a magyarok bankbetétjeit. Lehetővé tették és szabályozták a németek és magyarok földjeinek elkobzását, melyekre cseheket és szlovákokat telepítettek.

## A magyar kisebbséget sújtó intézkedések

### Szláv nemzetállam eszméje
Csehszlovákia 1938-as szétesése után Edvard Beneš elnök Londonban megalapította az emigráns csehszlovák kormányt. 1943 decemberében Moszkvában a csehszlovák kommunista vezetőkkel tárgyalt, s az értekezlet az ország nem szláv lakossága egyoldalú kitoloncolásának tervezetével, a szláv nemzetállam eszméjének elfogadásával zárult. A háború után ezen eszmék megvalósulásaként toloncoltak ki három millió németet Csehszlovákiából, a magyarok egyoldalú kiűzését azonban a győztes nagyhatalmak nem engedélyezték. 1946 októberében a párizsi békekonferencián részt vevő csehszlovák küldöttség legfőbb célja továbbra is a felvidéki magyarság egyoldalú kitelepítésének elérése volt, követelésüket azonban ismét visszautasították.

### Népbírósági eljárások
A kassai kormányprogram meghirdetését (1945. április 5.) követően az év végéig a népbíróságok mintegy 75 000 szlovákiai magyart – elsősorban értelmiségieket – ítéltek el háborús bűnösként és utasítottak ki az országból.
Sorozatosan perbe fogták a háború előtti magyar közélet jeles alakjait, akiket a köztársaság szétverésével vádoltak meg. A gyakran tömegessé váló perek közül méreteiben a kassai magyar per volt legnagyobb, amelyben közel 600 magyart nyilvánítottak háborús bűnössé.
Szintén perek sorát rendezték a magyarok jogvédelmét felvállaló és ellenállását megszervező csoportok tagjai ellen. Gróf Esterházy Jánost, a két háború közti csehszlovákiai magyar politika vezéralakját, aki a háború alatt zsidókat mentett, és mindvégig ellenállt a náciknak, 1945-ben kiadták a Szovjetuniónak, és 1949-ig ott volt kényszermunkán. Hazatérve a rá Pozsonyban kirótt halálbüntetést életfogytiglani fegyházra módosították. A megtört politikus 1957-ben halt meg egy morvaországi börtönben.

### Kényszermunka, deportálások, tömeggyilkosságok
Már 1945 júniusában több helyen internálótáborokba vitték a magyar és német lakosságot. A beneši gondolat – miszerint Csehszlovákiából el kell távolítani a magyarokat és németeket – értelmezése alapján etnikai alapú tömeggyilkosságok is történtek e táborokban.
A szudétanémetek teljes kitelepítését követően, 1946 tavaszán megkezdődött a „munkaerő-toborzás”. A Szlovák Telepítési Hivatal által kidolgozott elképzelések szerint Szlovákia magyar járásaiból minden magyar nemzetiségű személy „átcsoportosítására” sor kerülhetett. A tömeges deportálások 1946 novemberétől 1947 februárjáig tartottak. Ebben az időszakban 44 ezer személyt (férfiakat, nőket, gyerekeket és öregeket) szállítottak fűtetlen marhavagonokban Csehországba.
Az akció végrehajtását a hadsereg segítette. A sokszor napokig tartó utazás után a csehországi vasútállomásokon valóságos emberpiacot tartottak, ahol a cseh gazdák kiválaszthatták az igényelt munkaerőt.
A deportáltak vagyonát az állam ún. bizalmiak számára utalta ki, akik kezdetben a vagyon kezelői lettek volna, idővel pedig tulajdonosai is. A bizalmiak zöme volt partizánokból és az északi járásokból „kolonistának” jelentkezőkből állt.[forrás?]

### Lakosságcsere
A magyarok kényszermunkára való elhurcolása része volt a Magyarországra irányuló nyomásgyakorlásnak, amelynek célja a lakosságcsere-egyezmény végrehajtatása volt. A lakosságcsere terve azután vetődött fel a csehszlovák vezetésben, miután a potsdami konferencián illetve a párizsi békekötést megelőző tárgyalásokon elutasították a magyarok egyoldalú kitelepítését – ellentétben a hárommilliós német kisebbséggel.

A Szovjetunió támogatásával végül sikerült rábírni a magyar kormányt, hogy 1946. február 27-én aláírja az erről szóló egyezményt. A Gyöngyösi János magyar külügyminiszter és Vladimír Clementis csehszlovák külügyi államtitkár által aláírt egyezmény értelmében a csehszlovák hatóságok annyi szlovákiai magyart voltak jogosultak Magyarországra áttelepíteni, amennyi magyarországi szlovák önként jelentkezett a Szlovákiába való áttelepülésre. Az egyezmény megkötése után a szlovák hatóságok nagyarányú toborzási akcióba kezdtek a Magyarországon élő szlovákok körében. Érveiket elsősorban arra alapozták, hogy a többnyire szerény vagyonú szlovákok számára jól működő gazdaságokat és könnyebb életet ígértek.
A Magyarország számára rendkívül hátrányos egyezmény szerint a magyar fél vállalta, hogy a meghatározott kvótán felül átveszi a háborús bűnösöket is. Ezzel visszaélve a csehszlovák bíróságok tömegesen vonták felelősségre a háború alatt állítólag elkövetett bűneikért a felvidéki magyarokat, s végül több mint 70 ezer személyt írtak össze, akinek háborús bűnösként kellett volna elhagynia szülőföldjét. Csehszlovákia végül a deportálások elindításával bírta rá a magyar kormányt a lakosságcsere lebonyolítására, amely 1947 áprilisában kezdődött a dél-alföldi szlovákok és a mátyusföldi magyarok kicserélésével. A vasúti szerelvények naponta szállították összes ingóságukkal együtt a kijelölt családokat Magyarországra. A végleges adatok szerint a Magyarországról Szlovákiába önként áttelepült 60 257 szlovákkal szemben 76 616 magyar volt kénytelen a szülőföldjét elhagyni. Óriási különbség mutatkozott azonban a hátrahagyott vagyonban. Mivel a szlovák hatóságok általában a módosabb gazdákat jelölték ki az áttelepülésre, a szlovákok által Magyarországon hagyott 15 ezer kataszteri holddal s 4400 lakóházzal szemben a Magyarországra áttelepített magyarok 160 ezer holdat és 15 700 lakóházat hagytak maguk mögött. Az utolsó áttelepülők 1949 nyarán lépték át a csehszlovák–magyar határt.
Az áttelepítések nem zajlottak le konfliktusok nélkül. Példaként álljon itt egy falu lakosainak tiltakozó jegyzőkönyve:
JEGYZŐKÖNYV
Felvétetett 1946. november 21-én a prágai Meghatalmazott hivatalában este 18 órakor.
Megjelentek: Szaller Lajosné 36 éves, Bobiák Flórián 50 éves, Béres István 33 éves, Friedrich lajosné 40 éves, Szombat Lajosné 50 éves, Szombat Lajos 55 éves, Takács István 25 éves, Kollárovits József 30 éves, mind köbölkúti lakosok és előadják a következőket:
A prágai smichov-i pályaudvaron vagyunk, ahova ma délután 4 órakor érkeztünk transporttal, amely körülbelül 80 vagonból áll, vagononként 2-2 családdal, fűtés nélkül. Körülbelül 150 köbölkúti családnak volt ez a sorsa. Az események rövidesen a következőképpen játszódtak le:
Még szombaton, 1946. november 16-án szlovák katonaság zárta körül Köbölkutat, és kidobolták, hogy a cseh határvidékre leszünk áttelepítve. Erre nézve írásos felszólítást és tartalomjegyzéket kaptak azon dolgokról, amelyeket magukkal vihetnek. Azonkívül egy katona és két civil bejárta azokat a házakat, amelyeknek lakóit áttelepítésre jelölték ki, és kikézbesítették az úgynevezett pridelovaci vymert, amely pontosan tartalmazza, hogy mikor történik az áttelepítés és hogy az hova irányul. Ilyen pridelovaci vymert is mellékelünk.
Az egész falu elhatározta, hogy nem megy el szülőföldjéről, és ezért nem is csomagolt és nem is készülődött fel az áttelepítésre. Kedden, november 19-én nem volt szabad senkinek sem elhagyni a házát. E napon történt az erőszakos elhurcolás. Az elhurcolás során az ellenállást a legbrutálisabb módon törték meg, az ellenállókat puskatussal összeverték és összekötözték, a passzíve viselkedőket pedig megragadták és erőszakkal, puskacsővel kényszerítették a teherautóra, amely beállt az udvarra. Az emberek után hajigálták holmijaikat és kevés élelmiszert, amit éppen kéznél találtak. Nem voltak tekintettel a betegekre és csecsemőkre sem. Egy ötnapos gyermeket a legszívtelenebb módon ragadtak ki a bölcsőből és tettek teherautóba, utána pedig az anyát hurcolták és rakták fel.
Ennek a transportnak az összeállításánál az emberek véleménye szerint az irányadó elv az volt, hogy öt holdnál kisebb gazdálkodókat szedték össze. Vannak köztük olyanok is, akik reszlovakizálásra jelentkeztek. Ez alkalommal Köbölkútnak körülbelül egynegyedét telepítették ki.
A köbölkúti állomáson marhavagonba tereltek bennünket és 19-én éjjel indult a szerelvény Párkányból és ma érkezett Prágába azzal, hogy holnap indítanak bennünket a cseh határvidékre.
A transport alatt az egészségügyi szolgálat nem működött, holott elindulásunkkor biztosítottak afelől, hogy orvos is lesz velünk. Szükség lett volna orvosi segítségre, azonban az éjszaka folyamán a szerelvényen orvos nem volt található. A megelőző napon a transportot még kísérte orvos.
Elvagyunk határozva, hogy a vagonokat nem hagyjuk el és önszántunkból nem megyünk a kijelölt helyekre, inkább a Magyarországra való áttelepítésünket kérjük.
Felolvasás után aláírva és jóváhagyva.
Panaszosok:
Szaller Lajosné sk, Bobiák Flórián sk, Béres István sk, Friedrich Lajosné sk, Szombat Lajosné sk, Szombat Lajos sk, Takács István sk, Kollárovits József sk, Kollárovits József sk.

### Szlovákosítás
A reszlovakizációs folyamat, vagy „visszaszlovákosítás” azt jelentette a csehszlovák értelmezés szerint, hogy az előző századokban elmagyarosodott szlovákoknak lehetőséget adtak visszatérésükre az anyanemzethez. Az elvet már 1918 után megfogalmazták, de tömeges alkalmazására csak a második világháborút követően került sor. A reszlovakizáltak visszakaphatták állampolgárságukat, kihúzták őket a deportálásra és áttelepítésre kijelöltek listájáról és visszaadták elkobzott tulajdonukat. A feladat végrehajtása a „reszlovakizációs bizottságokra” hárult: propagandamunkát végeztek és elbírálták a beérkezett kérvényeket. Az agitációba gyakran a fenyegetés hangja vegyült, s szórólapok figyelmeztették a magyar lakosságot, hogy a szlovák nemzetiség vállalása az utolsó esély a szabad élet biztosítására. A felvidéki magyarok jelentős része végül beadta a derekát, hiszen felmérte, hogy az állampolgárság hiányával járó teljes kiszolgáltatottság milyen nagy veszélyt jelent. 719 településről összesen 423 264-en kérték a szlovák nemzetiség megadását, ebből összesen 326 679 személyt nyilvánítottak szlováknak.
Így is mintegy négyszázezer magyar maradt a csehszlovák állam területén, akiket a kormány eleinte ki akart toloncolni Magyarországra, majd mivel terveit végleg szétfoszlatta a párizsi békekötés 1947 elején, komplett tervezetet dolgozott ki a magyarság széttelepítésére és asszimilációjára nézve. Ez azonban a kommunisták hatalomátvétele miatt nem valósulhatott meg.

### Utóhang: magyar településnevek szlovákosítása
Egy 1948 nyarán Daniel Okáli belügyi megbízott nevével fémjelzett rendelet alapján összesen 710, nagyrészt a magyar nyelvterületen található település nevét változtatták meg. Az első köztársaságban csupán a magyar nevek hagyományos szlovák változatát használták (például Rimavská Sobota = Rimaszombat, Košice = Kassa, Rožnava = Rozsnyó, Beš = Bős). Az 1948-as rendelet értelmében viszont a magyarnak és németnek tűnő településneveket teljesen megváltoztatták, a kettős településneveket pedig eltörölték. Az új név alapja gyakran a régi nyersfordítása volt (Csiliznyárad, az I. köztársaság idején Ňárad = Topolovec, Pozsonyeperjes = Jahodná, Somodi = Drienovec), és több (nemcsak) magyar lakosságú települést neves szlovák személyiségekről neveztek el (például Bős = Gabčíkovo, Lapásgyarmat = Golianovo, Párkány = Štúrovo, Pered = Tešedíkovo, Tornalja = Šafárikovo). Ennek ellenére sok az olyan magyar település, melynek neve megmaradt eredeti, esetleg annak szlovák helyesírással írt formájában: Bátka (Bátka), Padány (Padáň), Gyerk (Hrkovce), Százd (Sazdice).
Ez a rendelkezés elveiben hasonló volt az 1898. évi IV. törvénycikk alapján a 20. század elején végrehajtott településnév-magyarosításhoz, amikor a nem magyarok által lakott országrészekben tömegesen változtatták meg a helyiek által használt neveket, gyakran erőszakolt magyarításokkal vagy ferdítésekkel helyettesítve azokat. Előbbit azonban szakmai (történeti) vita kísérte, s a magyarosítás kérdését bizottsági munkában próbálták véghezvinni. A monarchia széteséséig befejezetlenül maradt munka ellen néhány kivételtől eltekintve eredménytelenül tiltakoztak a korban. Az eltérő történelmi helyzetben azonban nem egy (két) teljesen jogfosztott és megfélemlített kisebbséggel szemben alkalmazták, hanem az a korabeli magyar birodalmi szemléletű uralkodó réteg fölényes és nemzetiségi szempontból (is) általános elnyomó politikájának egy szelete és hű tükre. Ez természetesen nem teszi helyessé az ilyen elvek és eszközök alkalmazását, csupán árnyalja a kiindulópontokat. Végeredményben egyik sem az "államalkotó többség" megerősödését eredményezte, hanem a kisebbségek elidegenülését fokozta.
A Beneš-dekrétumokat és a hasonló magyar- és németellenes intézkedéseket az azokat közvetlenül megelőző totális és pusztító háború kontextusában lehet csak értelmezni, mint embertelen válaszreakciókat. A háború okozta szenvedések és az új hatalmi átrendeződés nélkül a hasonló elképzelések nagymérvű kivitelezésére a gyűlölet és ellentétek korábbról eredő megléte ellenére sem lett volna mód. A csehszlovákiai magyarok már 1968-ban sürgették a kassai kormányprogram történelmi felülvizsgálatát, de ezt az akkor már újból rehabilitált Daniel Okáli támadta hevesen, még a prágai tavasz bukását megelőzően. A dekrétumok elítélésének és eltörlésének hiánya máig negatív hatással van a szlovák és a magyar nemzet közti kapcsolatokra.

## A Beneš-dekrétumok utóélete
1946. március 28-án az új csehszlovák országgyűlés visszamenőleges hatállyal törvényerőre emelte az elnöki rendelkezéseket. A Klement Gottwald vezette kommunisták 1948-as hatalomátvételével a kisebbségeket sújtó intézkedéssorozat lendülete megtört – már csak moszkvai utasításra is, mivel a keleti blokkban a Szovjetunió nem akart széthúzást. Már 1948. október 25-én biztosították a magyaroknak az állampolgárság visszajuttatását hűségeskü fejében. 1949-ben megszületett a megegyezés a csehszlovák és a magyar kormány között, miszerint Prága elengedte a 30 millió dolláros jóvátétel még ki nem fizetett maradékát a már államosított szlovákiai magyar vagyon fejében. A reszlovakizációs nyilatkozatokat csak 1954-ben érvénytelenítették.
Csehszlovákia 1992. december 31-én bekövetkező felbomlása után két utódállama, Csehország és Szlovákia elutasítja a jogfosztó rendeletek hatálytalanítását, elítélését és bárminemű kárpótlás kifizetését a meghurcoltak részére. Emiatt már az Európai Unió tagjaiként is többször keverednek vitákba, nézeteltérésekbe.
A Krivánszky Miklós elnökletével működő Deportálások Áldozatainak és Leszármazottainak Szövetsége 2004. június 10-én tüntetést szervezett a szlovák kormányhivatal épülete előtt, követelve a deportáltak kárpótlását. Követeléseiket azonban elutasították.
2007. szeptember 20-án a szélsőségesen nacionalista Szlovák Nemzeti Párt kezdeményezésére a szlovák parlament összes pártja (kivéve a Magyar Koalíció Pártja) megszavazta a Beneš-dekrétumok sérthetetlenségéről szóló 1487/2007 számú határozatát. E tény tiltakozást váltott ki német, osztrák és magyar részről. A parlamenti szavazást rendkívül indulatos, magyarellenes felszólalások előzték meg.
A dekrétumok miatt sokáig Liechtenstein volt az egyetlen állam, amelyik nem fogadta el sem Csehország, sem Szlovákia függetlenségének kikiáltását. A hercegség 1945-től egészen 2009-ig ragaszkodott álláspontjához (nehézségeket gördítve ezzel többek között Szlovákia 2003-as Európai Gazdasági Térséghez való csatlakozása elé is.). 2009-ben viszont Liechtenstein mindkét országot elismerte.
Juhász Imre az ELTE jogi karának tanára és Hahn-Seidl Alida a németországi Hunnia Baráti Kör képviselője 2012. január 12-én magánszemélyként petíciót adott át Brüsszelben az Európai Parlament illetékes bizottságának, a Benes-dekrétumokat fenntartó szlovákiai jogszabály ellen tiltakozva. Petíciójuk elsősorban arra hívja fel az Európai Unió képviselőinek figyelmét, hogy egyik tagországában, Szlovákiában még mindig érvényben lehetnek a kollektív bűnösség elvére épülő dekrétumok.
A magyar Országgyűlés 2012. december 3-án a magyar lakosság Felvidékről való kitelepítésének kezdőnapját, április 12-ét Felvidékről kitelepítettek emléknapjává nyilvánította.

### Jelenkori joghatások
Az ezzel ellentétes állítások ellenére  a Beneš-dekrétumok továbbra is jogi súllyal bírnak Szlovákiában, amit olyan ügyek példáznak, mint a Bosits-ügy, a D4-es autópálya vitája Podunajské Biskupicénél, valamint az Állami Földalap által kezelt elkobzási esetek. A Bosits kontra Szlovákia ügy az állam által az 1940-es években végrehajtott elkobzások érvényességét érinti. A Szlovák Köztársaság Állami Erdészete nevű állami ügynökség pert indított Bosits Miklós ellen, amelynek eredményeként a Legfelsőbb Bíróság az ügynökség javára döntött, és visszamenőleges hatállyal fenntartotta az elkobzást. Miután panaszt nyújtottak be az Emberi Jogok Európai Egyezménye alapján, a strasbourgi bíróság megállapította az egyezmény megsértését. A jogtudomány rámutat arra, hogy a 104/1945. számú rendelet folyamatos alkalmazása (amely kifejezetten megnevezi a „németeket, magyarokat és a szlovák nemzet állítólagos árulóit és ellenségeit”) sérti az európai emberi jogi kötelezettségeket, és az ilyen esetek ellentétesek a szlovák alkotmánnyal, valamint aláássák a jogállamiságot. Az 1990 utáni restitúciós törvények (például a 229/1991. számú törvény) nem foglalkoztak az 1948 előtti elkobzásokkal.

## A korszak irodalma
- A kitelepítéstől a reszlovakizációig címmel jelent meg Vadkerty Katalin történész trilógiája, mely a csehszlovákiai magyarság 1945 és 1948 közötti történelmének legátfogóbb, a szerző levéltári kutatásain alapuló feldolgozása. A trilógia könyvei: I. A deportálások, II. A belső telepítések és a lakosságcsere, III. A reszlovakizáció.
- Ujváry Zoltán 1991-ben megjelent Szülőföldön hontalanul című művében egy lévárti család sorsán keresztül dolgozta fel a korszak eseményeit.
- Szarka László: A szlovákiai magyarok kényszertelepítéseinek emlékezete 1945-1948, Visszaemlékezések, tanulmányok és dokumentumok című műve 2003-ban jelent meg.
- Magyar jeremiád címmel 1995-ben Pozsonyban kiadott visszaemlékezés-, vers- és dokumentumgyűjtemény a felvidéki magyarság deportálásáról és kitelepítéséről. Többek között tartalmazza Janics Kálmán csehországi deportálásokkal foglalkozó, Fenyegetések sodrában című tanulmányát. A csehországi kényszermunka viszontagságait idézik fel a tornaljai Viczen István, a farnadi Klebecska István valamint az ipolybalogi Budai Béla visszaemlékezései. Gunda Klára írása a Magyarországra áttelepítettek viszontagságait örökítette meg, Mészáros Sándor a Magyarországra szökésének történetét jegyezte le.
- Angyal Béla: Gúta 1945-1948
- A szlovák médiában és történelmi művekben a lakosságcseréről többnyire mint a nemzetiségi kérdés pozitív megoldásáról értekeznek. Alexander Reško 1997-ben megjelent Z Dolnej zeme do krajiny predkov című kiadványban a szerző többek közt amiatt sajnálkozik, hogy nem sikerült az eredeti tervek szerint végrehajtani az általa a nemzetiségi kérdés pozitív megoldásának tartott lakosságcserét.[20]